# Wu Yi (Shang-Dynastie)
König Wǔ Yǐ (chinesisch 武乙) (* ? v. Chr.; † 1195 v. Chr.) herrschte als der 28. oder 29. König der Shang-Dynastie über China. Er war der Sohn des vorherigen Königs Kang Ding.

## Leben
Laut den Bambus-Annalen bestieg Wu Yi den Thron nach dem Ableben von König Kang Ding und die Hauptstadt der Shang-Dynastie blieb weiterhin Yin.
Im 21. Jahr seiner Herrschaft starb der Zhou-Führer Koufu (口父).
Laut den Bambus-Annalen griff Zhou im 24. Jahr der Herrschaft von Wu Yi Cheng (程) bei Bi (毕) an und besiegte Bi. Infolgedessen gewann die Zhou-Dynastie allmählich an Macht.
Laut den Bambus-Annalen griff Zhou im 30. Jahr Yiqu (义渠) an und nahm den König von Yiqu gefangen. Laut Sima Qian hatte der König von Yiqu zwei Söhne von verschiedenen Müttern; nachdem der König gestorben war, kämpften sie gegeneinander um den Thron, nur damit Zhou sie beide besiegen und das Gebiet von Yiqu absorbieren konnte.
Im 34. Jahr von Wǔ Yǐs Herrschaft kam König Ji von Zhou in die Hauptstadt, um zu huldigen und wurde mit 30 Jadestücken und 10 Pferden belohnt.
Laut dem Buch der Dokumente wurde dies Wu Yis schwerer Pietätlosigkeit angelastet. Der tyrannische Wu Yi wollte es der Überlieferung nach mit dem Himmelsgott aufnehmen. Er ließ eine Marionette herstellen und nannte sie den Himmelsgott. Dann spielte er mit ihm einige Partien chinesisches Schach und ließ einen Chronik-Beamten anstelle des Himmelsgotts als Gegenspieler aufstellen, mit der Absicht, mit ihm einen Entscheidungskampf auszutragen. Jedoch hat der „Himmelsgott“ nacheinander drei Partien verloren. Deswegen glaubte Wu Yi, dass der Himmelsgott unkompetent sei; damit beleidigte er ihn durch Strafe und Metzeleien. Ein anderes Mal ließ er einen mit Blut gefüllten Lederbeutel anfertigen, hängte diesen in die Luft und schoss himmel-aufschauend mit dem Bogen auf ihn. Er nannte dies das „Beschießen den Himmels (Himmelsgottes)“. Dann lästerte er, indem er sagte, der Gott des Donners und des Blitzes sei nichts.
Im darauffolgenden Jahr führte Jili eine militärische Kampagne gegen das Volk der Guifang durch und nahm zwanzig Di-Könige gefangen.
Im 35. Jahr von Wǔ Yǐs Herrschaft griff Ji die Guirong (鬼戎) bei Xiluo (西落) an. Nach Angaben von Sima Qian nahm er 20 Könige dieses Stammes gefangen. Im selben Jahr jagte Wu Yi zwischen dem Gelben Fluss und dem Fluss Wei Shui (chinesisch 渭水). Plötzlich zogen schwarze Wolken den Himmel zu, und ein Gewitter mit Blitzen und rollenden Donnern ging hernieder und Wu Yi wurde vom Blitz erschlagen und starb. Der Tod von Wu Yi bleibt bis heute ein Rätsel. Es wird vermutet, dass er ein Reformer gewesen sein könnte, der versuchte, die Trennung von Politik und Religion voranzutreiben. Dies könnte ihm Feindseligkeit von vielen Schamanen eingebracht haben, die sein Image diffamierten und die Lüge von "Wu Yi, der den Himmel abschießt und von einem Blitz getroffen wird" erfanden. Einige Gelehrte spekulieren, dass Wu Yi entweder in einem Krieg oder an einer Krankheit zwischen dem Wei-Fluss und dem Luo-Fluss gestorben sein könnte.
In den „Historischen Aufzeichnungen der Späteren Han-Dynastie“ wird berichtet, dass während der Herrschaft von Wu Yi die Shang-Dynastie einen Niedergang erlebte, während die Völker im Osten an Macht gewannen. Dies führte dazu, dass sie sich allmählich in die Gebiete um den Huai-Fluss und den Tai-Berg verlagerten und schließlich in den zentralen Regionen sesshaft wurden.

## Menschenopfer
Wenn man die Orakelknocheninschriften und die Zeit der Opfergruben in Yin betrachtet, fällt auf, dass in der Huang-Gruppe Opfer von Menschen und Vieh äußerst selten sind. Die Huang-Gruppe entspricht den Herrschaftszeiten von Wen Ding, Di Yi und Di Xin, und zu dieser Zeit wurden durchschnittlich weniger als zwei Menschenopfer pro Jahr durchgeführt. Die Größe der Menschenopfer wurde nicht nur im Vergleich zu früheren Zeiten erheblich reduziert, sondern war sogar kleiner als in der späteren Westlichen Zhou-Dynastie.
Obwohl es in der Zeit von Wu Yi möglicherweise immer noch einige Menschenopfer gab, gibt es in den Orakelknocheninschriften aus seiner Regierungszeit nur einen Fall, in dem ein "Zhengren" (eine Art Priester) erwähnt wird. Die Anzahl der Zhengren war im Vergleich zu anderen Shang-Königen sehr gering, was darauf hinweisen könnte, dass während seiner Herrschaft tatsächlich Reformen stattgefunden haben könnten.